# Joshua Faulds
Joshua Faulds (7 de marzo de 2000) es un deportista británico que compite en atletismo, especialista en las carreras de velocidad. Ganó una medalla de bronce en el Campeonato Europeo de Atletismo en Pista Cubierta de 2025, en la prueba de 4 × 400 m mixto.

## Palmarés internacional
| Campeonato Europeo en Pista Cubierta | Campeonato Europeo en Pista Cubierta | Campeonato Europeo en Pista Cubierta | Campeonato Europeo en Pista Cubierta |
| Año                                  | Lugar                                | Medalla                              | Prueba                               |
| ------------------------------------ | ------------------------------------ | ------------------------------------ | ------------------------------------ |
| 2025                                 | Apeldoorn (Países Bajos)             | Medalla de bronce                    | 4 × 400 m mixto                      |